# Курбаналиев, Рауф Курбанали оглы
Рауф Гурбаналиев (азерб. Qurbanəliyev Rauf Qurbanəli oğlu, род. 2 апреля 1988, Красноярск) — кинооператор, оператор-постановщик

## Биография
Гурбаналиев Рауф родился 2 апреля 1988 года в Красноярской области Российской Федерации. В 1990 г вместе с родителями переселился на постоянное место жительства в Азербайджан, в город Баку. С 1995 по 2006 гг учился в средней школе-пилот № 82 Наримановского района города Баку. С 2006 по 2010 гг учился в Азербайджанском Государственном Университете Культуры и Искусств на специальности кинооператор. С 2011 по 2012 гг работал в AIF-company (Azerbaijan International Filming company).
2007-начал работать АзербайджанФильм киностудии.

## Фильмография
1. «День добрый Ангел» — 2007 год (полнометражный художественный фильм), ассистент оператора.
2. «Ожидание смерти» — 2008 год (полнометражный художественный фильм), ассистент оператора.
3. «Где адвокат» — 2009 год (полнометражный художественный фильм), ассистент оператора.
4. «Начало конца» — 2009 год (короткометражный художественный фильм), оператор-постановщик.
5. «Ивонна» — 2011 год (полнометражный художественно-документальный фильм), оператор-постановщик.
6. «Инкогнито» — 2012 год (короткометражный художественный фильм), оператор-постановщик.
7. «24 км» — 2012 год (короткометражный художественный фильм), оператор-постановщик.
8. «Плач для мамы» — 2012 год (короткометражный художественный фильм), оператор-постановщик.
9. «Чаевые» — 2012 год (короткометражный художественный фильм), оператор-постановщик.
10. «Парадокс» — 2012 год (короткометражный художественный фильм), оператор-постановщик.
11. «Разговор по душам» — 2012 год (короткометражный художественный фильм), оператор-постановщик.
12. «Секрет (Марьям)» — 2013 год (полнометражный художественный фильм), оператор-постановщик.
13. «Урок» — 2013 год (полнометражный художественный фильм), оператор-постановщик.
14. «Процветание» — 2013 год (короткометражный художественный фильм), оператор-постановщик.
15. «Карабах» — 2013 год (короткометражный художественный фильм), оператор-постановщик.
16. «Вагиф Джафаров» — 2013 год (рекламный ролик), оператор-постановщик.
17. «Бесконечная горсть» — 2014 год (полнометражный художественный фильм), оператор-постановщик.
18. «Звонок» — 2014 год (короткометражный художественный фильм), оператор-постановщик.
19. «23-2014» — 2014 год (короткометражный художественный фильм), оператор-постановщик.
20. «Байрам ахшамы» — 2017 год (полнометражный художественный фильм), оператор-постановщик.